# Хамонтово
Хамонтово (рос. Хамонтово) — присілок у Волховському районі Ленінградської області Російської Федерації.
Населення становить 26 осіб. Належить до муніципального утворення Колчановське сільське поселення.

## Історія
Згідно із законом № 56-оз від 6 вересня 2004 року належить до муніципального утворення Колчановське сільське поселення.

## Населення
| 1838 | 1862 | 1885 | 1997 | 2007 | 2010 | 2013 |
| ---- | ---- | ---- | ---- | ---- | ---- | ---- |
| 89   | ↗127 | ↗135 | ↘50  | ↘36  | ↗40  | ↗41  |
| 2017 |      |      |      |      |      |      |
| ↘26  |      |      |      |      |      |      |